# La Bazouge-de-Chemeré

La Bazouge-de-Chemeré este o comună în departamentul Mayenne, Franța. În 2009 avea o populație de 522 de locuitori.